# Postozuch
Postozuch (Postosuchus) – rodzaj drapieżnego archozaura żyjącego od środkowego karniku do noryku (późny trias) na terenie obecnej Ameryki Północnej.
Holotyp i paratyp gatunku Postosuchus kirkpatricki odkrył Sankar Chatterjee w Kamieniołomie Post w Teksasie, skąd bierze się jego nazwa, która znaczy „krokodyl z Post”. Skamieniałości P. kirkpatricki odkryto również w Nowym Meksyku oraz na obszarze Parku Narodowego Skamieniałego Lasu w Arizonie. Holotyp gatunku P. alisonae odkryto w Karolinie Północnej.

## Systematyka
Pierwotnie postozuch zaliczany był do rodziny Poposauridae. Jednak Long i Murry (1995) odkryli, że część materiału kopalnego przypisywanego Postosuchus kirkpatricki w rzeczywistości należy do rauizuchów z dwóch odrębnych gatunków: Chatterjeea elegans (obecnie uznawana za młodszy synonim szuwozaura) i Lythrosuchus langstoni (być może gatunek należący do rodzaju Poposaurus). Ich skamieniałości, uznawane za należące do postozucha, zniekształcały wyniki analiz kladystycznych; Long i Murry na podstawie analizy skamieniałości bez wątpienia należących do postozucha stwierdzili jego przynależność do Rauisuchidae.
Także późniejsze badania sugerują jego bliskie pokrewieństwo z rodzajami rauizuchów zaliczanymi do rodzin Rauisuchidae i Prestosuchidae. W analizach Gowera (2002) oraz Gowera i Nesbitta (2006) postozuch jest taksonem siostrzanym do rodzaju Tikisuchus, zaś w analizie Nesbitta (2007) jest on siostrzany do zaurozucha. Peyer i współpracownicy (2008) uznają postozucha za blisko spokrewnionego z rodzajem Batrachotomus, zaś Brusatte i współpracownicy (2009) sugerują, że postozuch jest blisko spokrewniony z rodzajami Teratosaurus i Polonosuchus. Dodatkowo w większości analiz kladystycznych, w których rauizuchy nieobejmujące krokodylomorfów są parafiletyczne, postozuch należy do rauizuchów najbliżej spokrewnionych z krokodylomorfami.
Sankar Chatterjee, autor opisu P. kirkpatricki, na podstawie pewnych wspólnych cech budowy jego szkieletu ze szkieletami tyranozaurów, zasugerował, że rauizuchy takie jak postozuch mogły być przodkami tyranozaurów; obecnie jednak rauizuchy i tyranozaury są uznawane jedynie za bardzo odległych krewnych, a podobieństwa między nimi są uznawane jedynie za przykład konwergencji.

## Budowa
Okaz holotypowy P. kirkpatricki mierzył prawdopodobnie 5–6 m długości. Znany z bardziej kompletnych szczątków paratyp był od niego nieco mniejszy, mierząc 3,5–4 m.
Sposób poruszania się postozucha pozostaje przedmiotem sporów. Większość naukowców uważa, że był on czworonożny; jednak zdaniem Sankara Chatterjee zwierzę to było też zdolne do poruszania się na dwóch nogach. Również Jonathan Weinbaum uważa, że postozuch był co najmniej zdolny do dwunożnego chodu, a być może nawet całkowicie dwunożny – miałyby za tym przemawiać podobne jak u niektórych teropodów proporcje kończyn, niewielka dłoń (30% wielkości stopy) oraz redukcja palców i wymiary kręgów. Według Peyer i współpracowników (2008), autorów opisu Postosuchus alisonae, budowa jego kończyn przednich wskazuje, że zwierzę przemieszczało się na wszystkich czterech kończynach; autorzy zaznaczyli jednak, że nie wyklucza to ewentualnej zdolności postozucha także do dwunożnego chodu.
Postozuch miał sporą czaszkę, wyposażoną w zestaw dużych, sztyletowatych i głęboko osadzonych zębów. Elastyczne podniebienie i żuchwa pozwalały na połykanie dużych kawałków pożywienia. Grzbiet zwierzęcia uzbrojony był w obronne płytki kostne.

## Odżywianie
Jego rozmiary zdają się świadczyć, że górował nad wszystkimi współczesnymi mu lądowymi drapieżnikami (jak celofyz), znajdując się na szczycie ówczesnego łańcucha pokarmowego. Informacji o diecie postozucha dostarcza zachowana razem z holotypem gatunku P. alisonae skamieniała zawartość jego przewodu pokarmowego; w jej skład wchodziły szczątki zwierząt z co najmniej czterech różnych gatunków, w tym małego aetozaura, cynodonta z gatunku Plinthogomphodon herpetairus, dużego dicynodonta i czwartego, trudniejszego do identyfikacji zwierzęcia, być może temnospondyla. Dodatkowo pod szkieletem P. alisonae odkryto niekompletny szkielet krokodylomorfa z gatunku Dromicosuchus grallator, noszący ślady zębów na czaszce i szyi.

## Czas występowania
Postozuch żył w okresie, kiedy jednymi z dominujących kręgowców lądowych były archozaury z kladu Crurotarsi, do którego sam należał (obejmującego także m.in. aetozaury i krokodylomorfy). W triasie dość powszechnie występowały też terapsydy. Jest to także czas, gdy powstały pierwsze dinozaury, jak współczesny postozuchowi celofyz, które zdominowały Ziemię w następnych okresach mezozoiku.

## Postozuch w kulturze masowej
Postozuch pojawił się w pierwszym odcinku serialu Wędrówki z dinozaurami, gdzie był przedstawiony jako zagrożenie dla placeriasów, roślinożernych dicynodontów.